# مناوية
المناوية (الاسم العلمي: Aphidinae)، فُصيلة حشرات من فصيلة المنية.
تنشر العديد من أنواع المناوية فيروسات بوتي.